# آ باربانزا
آ باربانزا (به اسپانیایی: A Barbanza) در اسپانیا با جمعیت ۶۹٬۹۴۱ نفر است که در گالیسیا واقع شده‌است.